# Инстинкт самосохранения
Инсти́нкт самосохране́ния — врождённая форма поведения живых существ в случае возникновения опасности, действия по спасению себя от этой опасности. Реализации этого инстинкта служат такие чувства, как боль и страх. Боль ощущается обычно как аномальное состояние организма, которое необходимо каким-либо образом устранить. Страх заставляет живое существо искать убежище и иногда провоцирует выброс в кровь адреналина.
Термин «самосохранение» применяется и в переносном смысле, например для описания адаптации человека в социуме с целью избежать эмоциональных и психологических травм.
Примерами проявления инстинкта самосохранения являются:
- сезонные перелёты у птиц;
- впадание в спячку у млекопитающих;
- зарывание в ил при пересыхании водоёмов у рыб;
- определение хищниками животных по запаху.

Единой концепции инстинкта самосохранения в науке не существует. Данный термин используется различными авторами для обозначения широкого спектра биологических процессов — от элементарных физиологических реакций до сложных поведенческих программ. Понятие «инстинкт самосохранения» также часто используется в литературе по социологии, где рассматривается в аспекте нарушения функционирования естественных процессов жизнедеятельности.
Инстинкт самосохранения свойственен молодым особям. При глубокой старости он сменяется на инстинкт смерти.

## Точки зрения
Иван Павлов считал, что функцию самосохранения несут все общие рефлексы. Он предлагал разделять рефлексы на:
1. обеспечивающие индивидуальное самосохранение особи (пищевой, оборонительный, агрессивный, рефлекс свободы, исследовательский, рефлекс игры);
2. обеспечивающие сохранение вида (половой и родительский)[1].

Илья Мечников в рамках развиваемой им теории ортобиоза использовал термин «инстинкт самосохранения» наравне с термином «инстинкт жизни». По мнению ученого, инстинкт самосохранения в норме с возрастом (после 70-80 лет) должен сменяться инстинктом смерти.

## Критика
По поводу наличия инстинкта самосохранения как самостоятельного биологического побуждения скептически высказывался К. Лоренц:

Активность организма, которую можно назвать по её функции — питание, размножение или даже самосохранение, — конечно же, никогда не бывает результатом лишь одной-единственной причины или одного-единственного побуждения. Поэтому ценность таких понятий, как «инстинкт размножения» или «инстинкт самосохранения», столь же ничтожна, сколько ничтожна была бы ценность понятия некоей особой «автомобильной силы», которое я мог бы с таким же правом ввести для объяснения того факта, что моя старая добрая машина все ещё ездит… Кто знаком с патологическими нарушениями врождённых механизмов поведения — эти механизмы мы и называем инстинктами, — тот никогда не подумает, будто животными, и даже людьми, руководят какие-то направляющие факторы, которые постижимы лишь с точки зрения конечного результата, а причинному объяснению не поддаются и не нуждаются в нём. Поведение, единое с точки зрения функции — например, питание или размножение, — всегда бывает обусловлено очень сложным взаимодействием очень многих физиологических причин.— [lib.ru/PSIHO/LORENC/agressiya.txt К. Лоренц. Агрессия. Так называемое зло]